# Melchior Leydecker

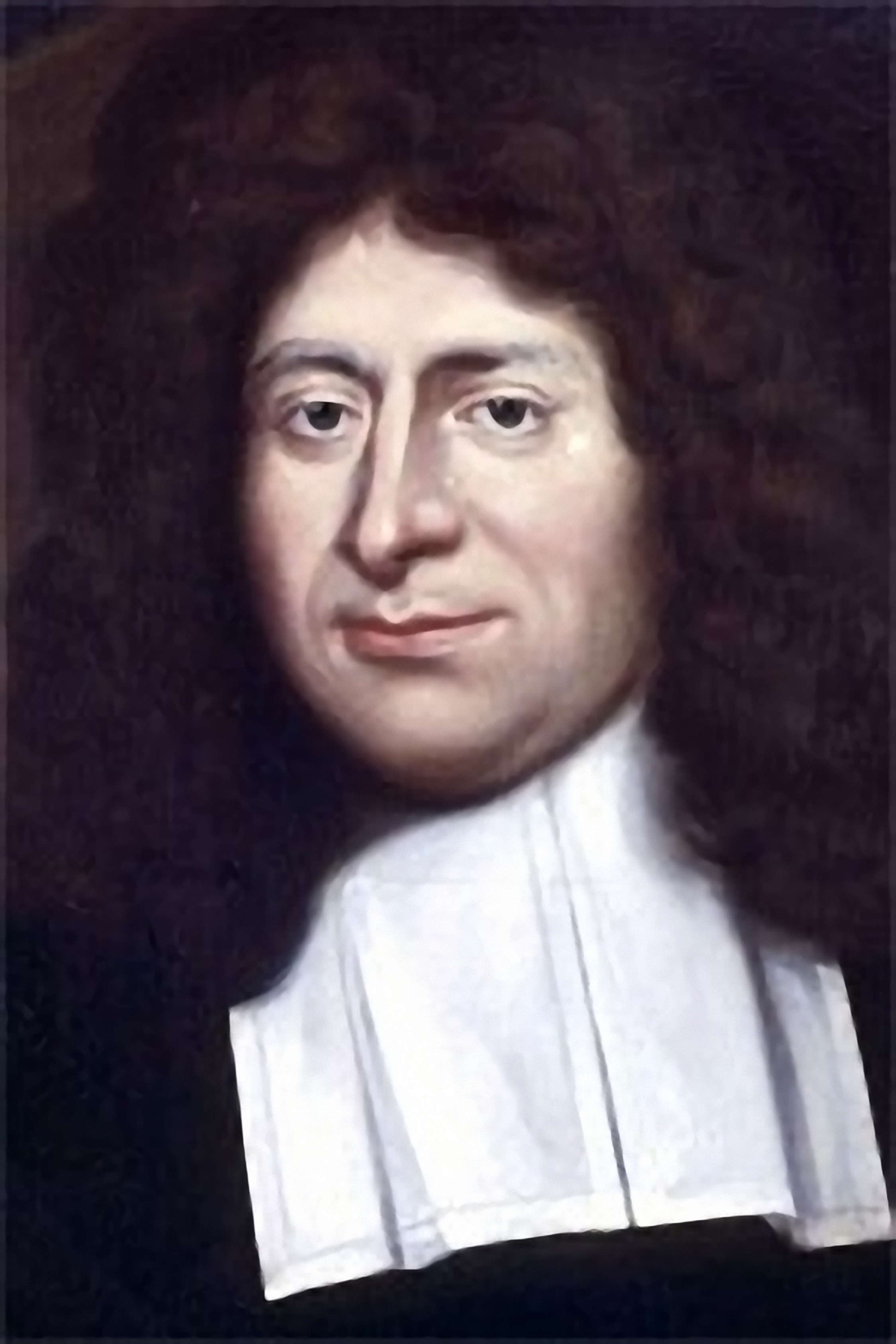
Melchior Leydecker

Melchior Leydecker (auch: Leydekker, Leidekker; * 21. März 1642 in Middelburg; † 6. Januar 1721 in Utrecht) war ein niederländischer reformierter Theologe.

## Leben
Leydecker war der Sohn des Kaufmanns Joachim Leydekker und dessen Frau Geertruid Manteau. Er war, wie sein Bruder Jacob, schon in frühster Jugend zum Theologen bestimmt worden. Nach seiner schulischen Grundbildung absolvierte er ab 1657 ein Studium der theologischen Wissenschaften an der Universität Utrecht. Hier wurden neben Johannes Hoornbeek, Gisbert Voetius und Carolus de Maets seine prägenden Lehrer, die ihm eine didaktische theologische Dogmatik des orthodoxen Calvinismus der näheren Reformation vermittelt haben dürften. Seine Studien setzte er 1660 bei Johannes Coccejus an der Universität Leiden fort. Nach seinen theologischen Studien wurde er 1662 Prediger in Renesse und an der Corneliuskirche in Noordwelle.
Am 4. Juli 1675 promovierte er an der Universität Leiden mit der Disputation de Providentia Dei zum Doktor der Theologie. Am 21. Januar 1678 erhielt er einen Ruf als Professor der Theologie an die Universität Utrecht, welches Amt er am 23. April 1678 mit der Rede Oratio de sectanda veritate in amore (Utrecht 1678) antrat. Leydecker, der 1689 eine theologische Professur an der Universität Groningen angeboten bekam, verzichtete 1690 auf diese. Außerdem beteiligte er sich an den organisatorischen Aufgaben der Utrechter Akademie und war in den Jahren 1684/85 sowie 1715/16 Rektor der Alma Mater. 1716 wurde er aus Altersgründen vom Vorlesebetrieb in Utrecht befreit. Zudem ist er als Dichter in Erscheinung getreten.
Seine am 24. September 1693 geschlossene Ehe mit Petronella van Egeren blieb kinderlos.

## Wirken
Leydecker hatte sich theologisch an den Grundfesten seines einstigen Lehrers Voetius orientiert und wurde zu einem späten Vertreter der calvinistischen reformierten Orthodoxie der Näheren Reformation. Als solcher polemisierte er gegen andere geistlichen Strömungen. So unter anderem gegen die cartesianische Philosophie des René Descartes. Selbst gegen seinen Kollegen Hermann Witsius (1636–1708), der sich dem theologischen Standpunkt der lutherischen Orthodoxie bei der Taufe anzunähern versuchte, ging er vor.
Obwohl er eigentlich ein Zusammengehen mit der lutherischen Kirche insgeheim befürwortete, konnte er nicht in allen Fragen, aus seinen calvinistischen Glaubensüberzeugungen, diese tolerieren. Die meisten seiner zahlreichen polemischen Schriften richten sich gegen die Föderaltheologie der Anhänger seines einstigen Lehrers Coccejus. Übrigens hatte er gerade hier dem mehr auf die historische Entwicklung gerichteten Zeitgeist einen kleinen Tribut zollen müssen. Leydecker konnte die Heilsgeschichte nach dem Föderalsystem nicht völlig entkräften.
Daher verfasste er einen ökumenischen Entwurf, welcher die Gesamttätigkeit Gottes auf die Welt nach dem trinitarischen Weltschema ordnete (De oeconomia trium personarum in negotio salutis humanae, Utrecht 1682). Des Weiteren ist eine in diesem Zusammenhang erschienene Schrift wichtig von ihm Synopsis controversiarum de foedere et testamento Die. (Utrecht 1690). Als sein Hauptwerk ist sein Commentarus in Catechis. Heidelbergensis sive der veritate et sanctitate fidei Reformatae (Utrecht 1694) anzusehen. Nach Leydecker erlangten die Kräfte der niederländischen Aufklärung wesentlich mehr Bedeutung. Er war quasi einer der letzten Vertreter eines orthodoxen reformiert evangelischen Anspruches, der sich im Laufe der Geschichte nicht gesellschaftlich etablieren konnte.

## Werke (Auswahl)
- Fax Veritatis, sive Exercitatio ad nonnullas controversias, quae hodie in Belgio potissimum multa ex parte Theologico-Philosophicae, moventur. Praeflxa est praefatio de statu Belgicae Ecclesiae et suffixa dissertatio de Providentia Dei. Leiden 1677.
- Vis Veritatis, sive disquisitionum ad nonnullas controversias, quae hodie in Belgio potissimum moventur de Oeconomia Foederum Dei, Libri quinque. Utrecht 1679.
- Dissertatio de Ecclesiae Christianae per Judaismum et Gentilismum oppugnatione. 1681.
- De Oeconomia trium personarum in negotio salutis humanae libri quatuor, quibus universa reformata fides certis principiis congruo nexu explicatur, demonstratur et defenditur. Utrecht 1682.
- Analysis Scripturae, et de ejus interpretatione in concionibus, cum methodo concionandi. Utrecht 1683.
- Synopsis Theologiae Christianae, ut et Epistola de fecillima lectione textus Hebraici. Utrecht 1686.
- Georgii Hornii historia ecclesiastica continuata ad annum 1686, cui adjunxit, L. Capelli Historiae Judaicae compendium cum adnotationibus. Leiden 1687.
- Veritas Evangelica triumphans de erroribus, quorumvis seculorum, opus Historico-Theologicum in duos tomos distributum, quo principia fidei Reformatae demonstrantur et origines eorum ostenduntur. Utrecht 1688, 2. Bände.
- De mente Pauli in Epistola ad Romanos et Galatas. Utrecht 1690.
- Dissertatio Historica-Theologica de vulgato nuper Beckeri volumine et Scripturarum auctoritate et veritate pro Christiana Religione Apologetica. Utrecht 1692.
- Ludovici de Dieu Aphorismi Theologici ut et Rhetorica sacra, quibus addidit Ideam demonstrationis Religionis Reformatae. Utrecht 1693.
- Dissertatio de erroribus in Belgio serpentibus, et necessaria Orthodoxorum Concordia. Utrecht 1694.
- Historiae Jansenismi libri six, quibus de Cornelii Jansenii vita et morte, nec non de ipsius et sequacium dogmatibus disseritur. Utrecht 1695.
- De Verborgentheid des Geloofs eenmaal den heiligen overgeleevert, of het kort begrip der waare Godsgeleerdheid beleeden in de Gereformeerde Kerke. Rotterdam 1700.
- De Republica Hebraeorum libri duodecim, quibus de sacerrima gentis origine et statu in Aegypto, de miraculis divinae providentiae in Reipublicae constitutione, de Theocratia, de illius sede ac civibus, de regimine politico, de religione publica ac privata, disseritur. …. Amsterdam 1704.
- F. Leenhof nader ontdekt. Amsterdam 1705.
- Sedige samen-spraak over het Frans boeck, genaamt, Entretiens sur les différentes Méthodes d’expliquer l’Ecriture Sainte. (unter dem Pseudonym Joh. Philalethes) 1707.
- De Heerlykheit des Evangeliums en de Gerechtigheit van Jezus Christus. Amsterdam 1708.
- De vario Reipublicae Hebraeorum statu libri novem Theologici, Philosophici, Historici, sive tomus secundus de Republica Hebraeorum. Amsterdam 1710.
- De vryheid van Europa verdeedigt door de Protestanten. Rotterdam 1711.
- Broederlyk Gezelschap handelende van de Verbonden in het Oude en Nieuwe Testament. 1715.
- Vreedzame Zamenspraak over de Verbonden door Joh. en Timotheus. 1716.